# Monestir de Jruchi
El monestir de Jruchi (en georgià: ჯრუჭის მონასტერი), anomenat també de Sant Jordi, és un edifici monàstic de l'Església ortodoxa georgiana en ruïnes, situat a l'oest de Geòrgia, a la regió d'Imerècia. Fundat en el segle X o XI, va ser remodelat i reconstruït diverses vegades fins a obtenir el seu estil arquitectònic final el 1846. Va ser destruït quasi per complet en el terratrèmol de Ratxa el 1991, només una part del mur va quedar en peus entre els enderrocs. El monestir està inscrit en la llista de Monuments Culturals destacats de Geòrgia.

## Història
L'església està situada a la capçalera del Jruchula, un afluent del riu Qvirila, a prop del modern llogaret de Tskhomareti, del districte de Sachkhere, que històricament va ser una frontera entre les regions d'Imerècia i Ratxa. Es desconeix exactament quan es va construir l'església; l'anàlisi epigràfica de la inscripció d'una església supervivent, així com l'estil dels elements arquitectònics esculpits, en suggereix el segle IX - X o fins al segle xi com el moment més probable de la construcció. En algun moment del segle xvi o XVII, l'església va passar a mans dels Tsereteli, una de les principals famílies principesques del Regne d'Imerècia, que probablement la va adquirir de la família Palavandishvili. Llavors, l'església, originàriament construïda en un plànol de basílica de tres naus, havia estat remodelada com un edifici amb volta. A la dècada de 1730, els ducs de Ratxa van desposseir els Tsereteli de Jruchi i van convertir el monestir en una fortalesa militar. En algun moment entre 1753 i 1763, el rei Salomó I d'Imerècia va espoliar el duc de Ratxa de la seva nova possessió, va restablir el convent i el va tornar als Tsereteli. L'església va ser reconstruïda i expandida de manera substancial, entre 1804 i 1843, pel bisbe metropolità David Tsereteli durant el seu llarg mandat en diversos càrrecs clericals a l'oest de Geòrgia.
El monestir tenia molts articles preats de l'Església, produïts localment i en altres parts de Geòrgia. Entre alguns d'aquests es troben dos manuscrits dels llibres de l'Evangeli, coneguts com a Jruchi I, que data del 936, i Jruchi II, de finals del segle xii.
Sota el domini soviètic, el monestir va ser suprimit i les seves antiguitats retirades per a la seva custòdia als museus de Kutaissi i Tbilisi. L'església, que va quedar en desús i en mal estat, es va veure molt afectada per les pluges i la humitat. Per l'abril de 1991, va ser devastada per un fort terratrèmol. Els serveis de l'església es portaven a terme ocasionalment en les ruïnes, i el territori n'està net d'enderrocs. Al 2018, se'n va anunciar un projecte de restauració a gran escala.